# KF gymnasiet
KF-Gymnasiet 1994-2012 (fram till 2007 KfS Gymnasium) var en gymnasieskola med Kooperativa Förbundet som huvudman. Skolan låg de första åren i gamla "Korvfabriken" på Magnus Ladulåsgatan men flyttade sen till Högbergsgatan på Södermalm, Stockholm.
KfS Gymnasium/KF-Gymnasiet startade höstterminen 1994 på Medborgarplatsen. Gymnasiet flyttade sedermera till sina nuvarande lokaler på Högbergsgatan 62, i närheten av Mariatorget. Skolan blev en av Sveriges första fristående gymnasieskolor med riksintag. Gymnasiet hade inte heller några klasser i traditionell betydelse, vilket inte var vanligt då.
2012 hade skolan omkring 200 elever och 16 lärare. Dessutom hade den fyra administrativt anställda. Gymnasiet har sedan starten erbjudit två utbildningsprogram; Handels- och administrationsprogrammet (HP) och Samhällsvetenskapsprogrammet med ekonomisk inriktning (SP). I den utsträckning som är möjlig har skolan försökt att göra de båda så lika som möjligt. Detta har bland annat inneburit att Handelsprogrammet läser Matematik B, och Samhällsvetenskapsprogrammet har 12 veckors praktik. Från och med höstterminen 2007 erbjöd KF-Gymnasiet en lärlingsutbildning i samarbete med Coop Sverige AB.
Skolans startades av Konsumentföreningen Stockholm. Från och med 2007 var Kooperativa Förbundet, KF, huvudman.
KF överlät KF-Gymnasiet till Fryshuset 2012. Fryshuset tog formellt över KF-Gymnasiet den 1 januari 2013. Från höstterminen 2013 är all verksamhet flyttad till Fryshusets Gymnasium i södra Hammarbyhamnen